# Galium antitauricum
Galium antitauricum är en måreväxtart som beskrevs av Friedrich Ehrendorfer. Galium antitauricum ingår i släktet måror, och familjen måreväxter. Inga underarter finns listade i Catalogue of Life.